# دورفهاین
دورفهاین (به آلمانی: Dorfhain) یک شهر در آلمان است که در Verwaltungsgemeinschaft Tharandt واقع شده‌است. دورفهاین ۱٬۲۱۳ نفر جمعیت دارد.